# Kari Byron

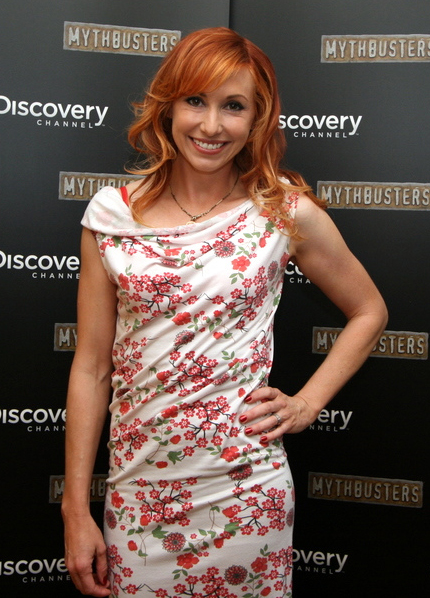
Kari Byron

Kari Elizabeth Byron, (18 december 1974) is een artiest en televisiepresentatrice uit San Francisco. Ze is vooral bekend van haar rol in het Discovery Channel programma MythBusters, waarin ze van seizoen 2 t/m seizoen 12 deel uitmaakte van het team.
Kari volgde een opleiding film en sculptuur aan de San Francisco State University, waar ze magna cum laude slaagde in mei 1998. Kari raakte betrokken bij de MythBusters toen ze aanklopte bij Jamie Hynemans bedrijf M5 Industries voor een baan. Dit lukte aanvankelijk niet, maar ze bleef aandringen tot aan de aflevering "vacuum plane toilet". In deze aflevering werd haar achterwerk ingescand waarna ze de baan kreeg.

## Privé
Byron trouwde in 2006 met de kunstenaar Paul Ulrich. In 2009 kregen ze een dochter.